# Constantin Duțu (deputat)
Constantin Duțu (n. 18 august 1935, București) este un fost deputat în legislatura 2000-2004, ales pe listele Partidului România Mare. Constantin Duțu a studiat la Academia de Artă Coreografică de la Moscova și la Institutul de Educație Fizică și Sport de la București. În cadrul activității sale parlamentare, Constantin Duțu a fost membru în grupurile parlamentare de prietenie cu Republica Polonă și Republica Portugheză. 